# 戀腹

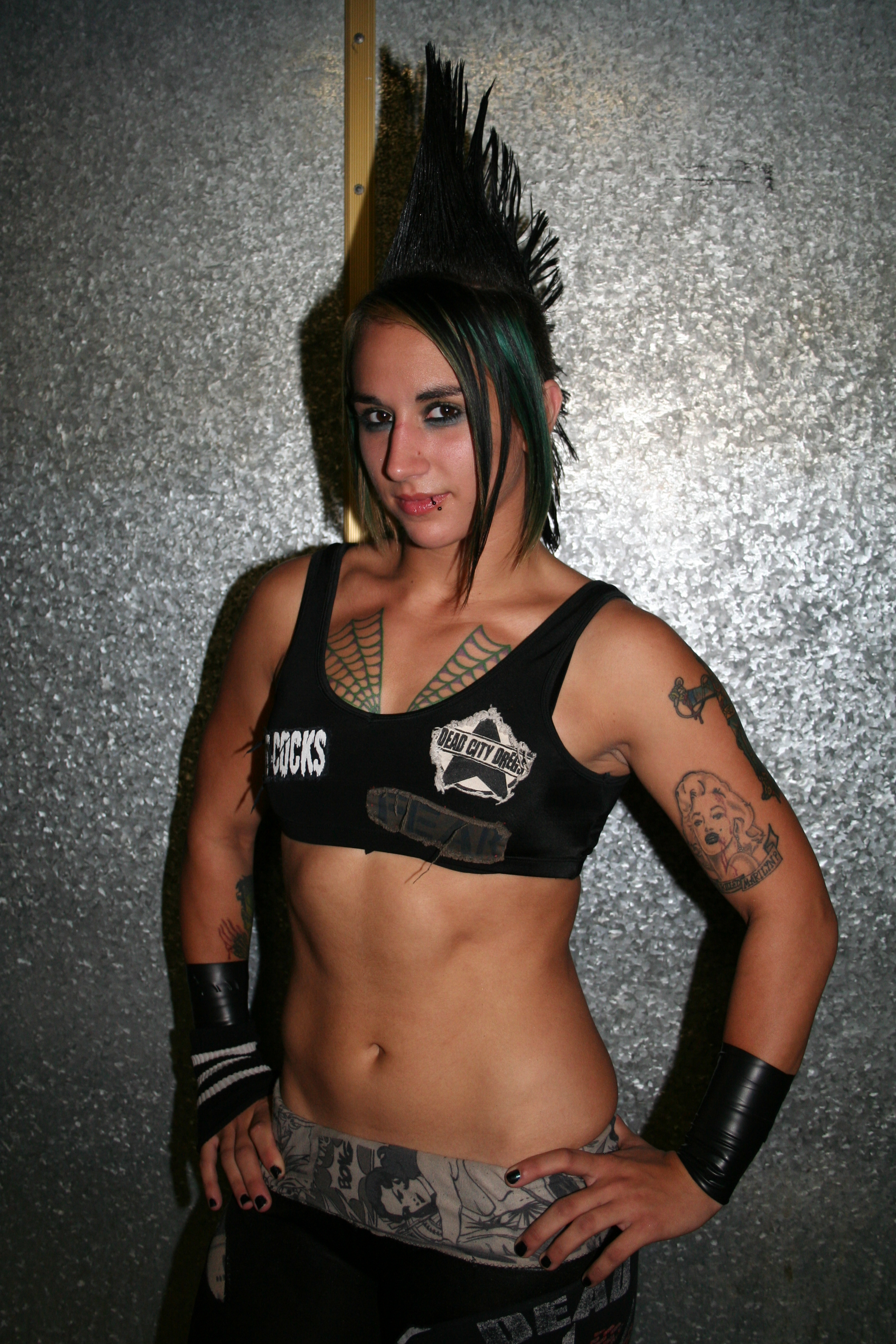
露出腹部的人

戀腹癖（英語：或）是一種戀物癖形式，指個人對腰部或腹部有性的偏好。

## 觀看與觸摸
人類學家與行為學家已經發現了具體的證據，腰圍和臀圍的比例：腰臀比是女性吸引力的重要量度，一些人則偏好於結實的腹肌與人魚線。另外一些戀腹癖者的性慾會因為觸摸或摩擦腹部而被喚起。

## 飾品或紋身
有些人會以穿臍環、掛肚鏈或紋身等方式來修飾自己的腹部外觀，而這些配件有著五花八門的款式。
加拿大雜誌《Flare》的總編輯Rebecca Perrin在一篇文章中提到：「女人的腰與臀是她們身體中最具吸引力的兩個部位，應該要鼓勵女人展現它們，而不是指責它。」碧昂絲 、蕾哈娜和麥莉·希拉等藝人都以展示自己的肚鏈而聞名。
穿臍環和肚臍刺青在年輕女孩中較為常見。1990年代起，這兩者成為一種日漸流行的趨勢。在中年女性間也頗受歡迎。有一些肚鏈可以和臍環相連接，稱之為臍環鏈（pierced belly chains）<。
與臍環類似、髖環在女性時尚裡也象徵的表達大膽的個性。
腰部的刺青可以吸引他人的目光，相較於男性、在該部位刺青的通常是女性。其圖案從部落圖騰到各種花朵，十分多樣。有些女性也會在後腰刺青，並穿著露臍上衣、低腰牛仔褲或短裙來展現它們。
在某些情況下，圍繞在女性腰部的圍巾或裙子等鬆散的衣物可能會引起人們的性慾，而這些衣物在肚皮舞中是很常見的。

## 與其它戀物癖的聯集
戀腹癖通常會伴隨著戀臍癖。
戀腹癖模特兒Helena Strong 表示「大眾喜歡的是我的肚子，這是我唯一暴露的部位。多數有著戀腹癖的人若是看到我全身赤裸反而會尷尬。」

## 文化背景

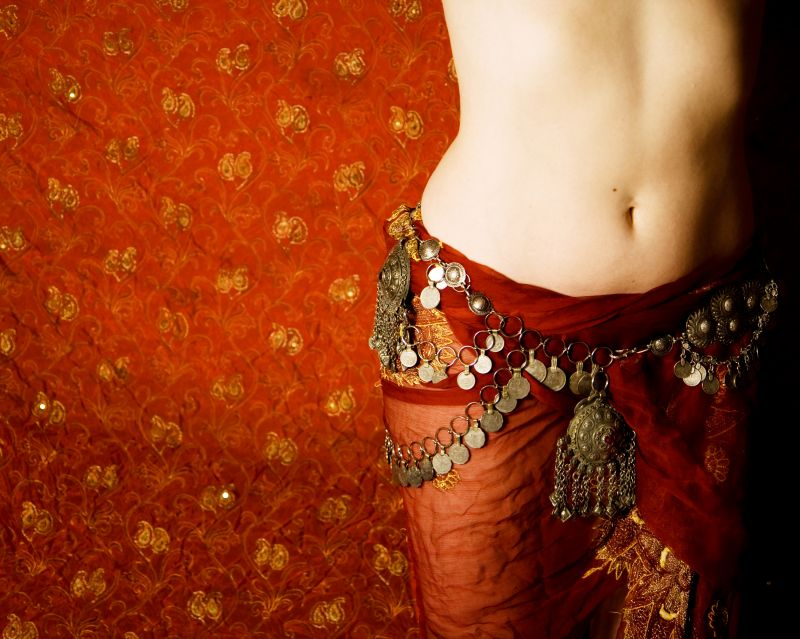
肚皮舞的動作被視為是誘人的。

### 西方文化
某些觀點認為戀臍癖是讓西方時尚裡頻繁地出現女性暴露髖骨的成因 
。根據All-Bran對2000名30歲以上女性所進行的研究發現，67%的女性表示女性名人會讓女人穿著露肚臍的服裝這件事變得更容易令人接受。在維多利亞時代，美麗女人的判定標準之一就是她是否具有纖腰。一些能露出肚臍的流行服裝於20世紀後開始出現，例如1946年問世的比基尼泳衣、1970年代的啦啦隊時裝和1990年待的低腰褲都助長了風氣。Midriff也因為在20世紀流行音樂歌手的音樂錄影帶裡曝光而逐漸成為大眾文化。
這促使女性願意穿著露臍上衣或比基尼泳裝。

### 西亞文化
肚皮舞是將女性的腹部做為表演主題的藝術，當腹部隨著音樂而律動時，這樣的形象被視為是很誘人的。